# Владимир (Соколовский-Автономов)
Архиепи́скоп Влади́мир (в миру Василий Григорьевич Соколо́вский-Автоно́мов; 31 декабря 1852, село Сенковцы, Золотоношский уезд, Полтавская губерния — 27 ноября 1931, Москва) — епископ Русской православной церкви, архиепископ Екатеринославский.

## Биография
Родился 31 декабря 1852 года в семье священника села Сенковки Полтавской епархии.
В 1867 году окончил Полтавское духовное училище, а в 1874 году — Полтавскую духовную семинарию. В 1878 году окончил Казанскую духовную академию со степенью кандидата богословия и с правом на получение степени магистра без нового устного испытания. Выдержал устный экзамен на степень магистра богословия.
26 июля 1878 года назначен смотрителем Полтавского духовного училища.
29 сентября 1878 года пострижен в монашество в Санкт-Петербургской Александро-Невской лавре.
1 октября 1878 года епископом Сарапульским Нафанаилом (Леандровым) был рукоположён в сан диакона. 3 октября митрополитом Новгородским, Санкт-Петербургским и Финляндским Исидором (Никольским) был рукоположён в сан иеромонаха.
3 ноября 1878 года определён сверхштатным членом Российской духовной миссии в Японии. 14 января 1879 утверждён в штате миссии. 17 марта 1879 году прибыл в Токио и принял заведование учебной и воспитательной частью в семинарии при миссии. Изучив японский язык, преподавал и проповедовал на японском, ездил по стране с миссионерскими целями.
В 1884 году возведён в сан игумена.
В 1886 году — преподаватель Холмской духовной семинарии по кафедре церковной истории и обличения раскола.
4 декабря 1887 года возведён в сан архимандрита и назначен инспектором духовной семинарии.
20 декабря 1887 года в Санкт-Петербурге хиротонисан во епископа Алеутского и Аляскинского. 1 марта 1888 году прибыл в Америку. В Сан-Франциско возвёл новый кафедральный собор, при котором устроил богословскую школу для взрослых и воскресную — для детей. Способствовал присоединению к Русской Церкви униатской общины во главе со священником Алексием Товтом, совершившемуся в 1891 году и вызвавшему массовое возвращение униатов в Православие в Америке. Ввёл в Сан-Франциско богослужения на английском языке, что стало причиной недовольства местной общины, обратившейся с жалобой в Синод и просившей восстановить богослужения на церковнославянском.
С 8 июня 1891 года — епископ Острогожский, викарий Воронежской епархии. Выехал в Россию 2 октября 1891 года.
Епископ много сделал для устроения Акатова монастыря, учредил при нём в 1896 году регентскую церковно-приходскую школу, устроил прекрасный хор.
С 22 декабря 1896 года — епископ Оренбургский и Уральский.
С 29 ноября 1903 года — епископ Екатеринбургский и Ирбитский.
Митрополитом Владимиром (Богоявленским) был делегирован на 5-й Всероссийский съезд Русских Людей, который проходил 16—20 мая 1912 года в Петрограде. Его приветственное слово было восторженно встречено делегатами, а сам он единодушно избран почетным председателем съезда.
18 марта 1910 года уволен на покой по болезни и назначен настоятелем Спасо-Андрониевого монастыря в Москве.
В 1921 году Патриархом Тихоном возведён в сан архиепископа и назначен на Екатеринославскую кафедру. К месту служения уехал после ареста Патриарха в 1922 году.
В 1924 году архиепископ Владимир был выслан из Екатеринослава в Москву без права выезда.
Вскоре после похорон Патриарха Тихона архиепископ Владимир 29 апреля 1925 года был заключён в Бутырскую тюрьму по обвинению в «распространении непроверенных слухов о притеснении со стороны Советской власти Тихоновской Церкви».
В январе 1926 года примкнул к григорианскому расколу, был назначен григорианским ВВЦС на Днепропетровскую кафедру.
В июне того же года принёс покаяние Заместителю Патриаршего Местоблюстителя митрополиту Сергию (Страгородскому). Пребывая на покое, служил во Всехсвятской церкви в селе Всехсвятском (ныне в черте Москвы).
В этот период Павел Корин писал портрет Архиепископа Владимира для картины «Русь уходящая».
Скончался 27 ноября 1931 года в Москве в страшной нищете. Погребён у алтаря Всехсвятской церкви села Алексеевского (ныне в черте Москвы). Могила не сохранилась. Чин отпевания совершил митрополит Сергий в сослужении викариев Московской епархии епископа Подольского Иннокентия (Летяева), епископа Волоколамского Иоанна (Широкова) и епископа Дмитровского Питирима (Крылова).

## Сочинения
- Характер латинской пропаганды в Японской империи и судьба её с 16-17 стол. до наст. времени. Варшава, 1887.
- О внецерковных чтениях 2-го марта 1887 г.
- Из писем преосв. Владимира, еп. Алеутского и Аляскинского // Прибавление к Церковным Ведомостям 1888. № 10. С. 261—267;
- «Лжеисидоровские декреталии или подложное каноническое право латино-папской церкви». Холмско-Варшавский епархиальный вестник 1887. «Церковные ведомости». 1888. № 96, с. 713; 1889. № 10. с. 262—267; «Русский паломник». 1889. № 1. с. 15.
- Недобрые деяния иезуитов в Японской империи в 16-м и 17-м вв. и до наст. вр. Воронеж, 1892;
- Подложные законы, породившие папскую власть, или Лжеисидоровские декреталии. Воронеж, 1892;
- Слово в Неделю крестопоклонную. Оренбург, 1898;
- Слово пред молебным пением по случаю начала учения в Оренбургской ДС. Оренбург, 1898.